# Nguyễn Vĩnh Tiến
Nguyễn Vĩnh Tiến (sinh ngày 28 tháng 12 năm 1974) là một nam nhạc sĩ kiêm kiến trúc sư người Việt Nam. Anh được công chúng biết đến với thể loại nhạc dân gian đương đại và từng giành 4 giải thưởng Bài hát Việt. 

## Tiểu sử
Nguyễn Vĩnh Tiến sinh ngày 28 tháng 12 năm 1974 tại Phú Thọ, tốt nghiệp Đại học Kiến trúc Hà Nội năm 1996 và cao học Pháp ngữ chuyên ngành "Thiết kế Đô thị với Di sản và Phát triển bền vững" (Toulouse-Hà nội 2001-2004). Học bổng Bộ Văn hóa Pháp 2003 và thực tập tại SDAP Toulouse 2003. Nghiên cứu sinh về "Đô thị đa cực" tại Ecole Dotoral TESC Toulouse 2010-2016. Hiện anh là Chủ tịch HĐQT- Tổng Giám đốc Công ty CP Xây dựng Hạ Tầng Việt-Pháp. Nguyễn Vĩnh Tiến từng đoạt nhiều giải thưởng văn học ở Việt Nam như giải "Tác Phẩm Tuổi Xanh"- Báo Tiền Phong; Giải Thơ Hay 93- Báo Văn nghệ TpHCM...Về chuyên ngành Kiến Trúc, anh nguyên là trưởng khoa Kiến trúc Đại học Chu Văn An, là thành viên ban giám khảo Hoa hậu Việt Nam 2012. Hiện nay Nguyễn Vĩnh Tiến vẫn đang tham gia các hoạt động về Kiến trúc và Quy hoạch đô thị với đề tài liên quan đến đô thị đa cực và mô hình thành phố trong tương lai.

## Sự nghiệp

### Âm nhạc
Khi anh chiến thắng giải Bài hát Việt năm 2005 với bài "Bà tôi", có người cho rằng đây chỉ là sự tình cờ, và chỉ là sự sắp đặt âm thanh ngẫu nhiên của một người không học tại một trường âm nhạc nào cả, tuy nhiên nhiều nhạc sĩ nổi tiếng (Như nhạc sĩ Nguyễn Cường) lại cho đây là một bài đồng dao nhất quán "vượt qua hết rào cản của kỹ thuật để chiến thắng bằng cảm xúc rất lớn của tác phẩm" . Và bài hát sau, "Giọt sương bay lên", thắng giải Bài hát Việt tháng 11 năm đó và được chọn là "Bài hát có phong cách dân gian đương đại nổi bật nhất" của Bài hát Việt toàn 2005.
Anh có thể cảm hứng từ những đề tài rất nhỏ, từ chuyện con chim bông lau soi gương trên mặt nước trong "Chim bông lau tìm bóng" để khái quát lên sự truy tìm bản thể một cách tuyệt vọng của mỗi sinh linh trên dòng sông thời gian, đến sợi rơm khô trên đường làng quanh co trong "Bà tôi", và về tưởng niệm cái chết của một con chim trong "Ơi, con chim chào mào". Đề tài trong các tác phẩm của Nguyễn Vĩnh Tiến đôi khi trở nên siêu hình như chuyến trở về của một linh hồn bé lỏng, lạc lõng trong một cái làng cổ của vùng đồng bằng Bắc Bộ, nơi dày đặc những linh hồn khác trên bờ đê xa xa băng qua những cánh đồng trong bài " Giấc mơ dai dẳng" và cả những luân hồi và nghiệp chướng của "vòng nước xoáy" trong "Lời hát vòng nước xoáy"...
Anh không nói nhiều mà âm thầm làm việc. Ngoài đời, anh là một kiến trúc sư giản dị, từ tốn và nhiệt huyết với công việc , trong khi trong âm nhạc lại thích thử những tiết điệu lạ và mới, anh cho rằng người nghệ sĩ thực sự, nghệ sĩ chuyên nghiệp là người "quyết liệt với những đam mê của mình, họ làm sáng tạo những giá trị mới một cách tâm huyết và đồng thời cách bố trí công việc đời thường cũng rất khoa học."  Anh còn được biết đến như một nhà thơ, với bút danh là Tiểu Tuyến Thư, và từng đoạt nhiều giải thưởng văn học và đã xuất bản 1 tập truyện ngắn, 1 tập thơ. Nguyễn Vĩnh Tiến đã là Hội viên của Hội Nhà Văn và Hội viên của Hội Kiến Trúc Sư Việt Nam.
CD VOL 1 hoàn chỉnh đầu tiên của anh là Giọt sương bay lên, phát hành năm 2007 với 7 ca khúc được trình bày qua giọng hát Ngọc Khuê và phần phối khí của nhạc sĩ Phan Cường.
Album VOL 2 có tên là "Ngồi trên vách nắng" với 8 ca khúc mang âm hưởng " Dân gian thính phòng" với các giọng ca thính phòng nổi tiếng như Tuấn Anh, Anh Thơ, Trọng Tấn và Tùng Dương. Vol 2 nổi bật với các ca khúc như: "Sông ơi đừng chảy", "Bóng anh hùng " và bản "Ông tôi" với tiếng hát Trọng Tấn.

### Văn học
+ Sáng lập viên Nhóm thơ "Hoa Lạ" năm 1992 với chủ trương đổi mới thơ, đi sâu vào những "những phi lý", đề tài thường pha trộn giữa con người và hiện tượng, sự vật. Tất cả mọi nhân vật, hình tượng trong thơ và trong cả truyện ngắn đều theo quy tắc bình thông nhau.Bên cạnh đó, nhóm thơ cũng đưa ra những bài thơ ngắn có tính tượng trưng và ẩn dụ."Hoa Lạ" nhấn mạnh yếu tố "Lạ" và các phép tu từ độc đáo. Các đại diện của nhóm có thể kể đến như: Nguyễn Vĩnh Tiến, Phạm Tường Vân, Đỗ Hoàng Diệu, Lã Thanh Tùng, Lưu Sơn Minh, Vũ Duy Hưng...
+ Đã xuất bản: 
- Những giấc mộng kín [tập truyện ngắn] (in chung), Nhà xuất bản Trẻ, 1999.
- Những bình minh khác [tập thơ], Nhà xuất bản Hội Nhà Văn, 2001.

+ Các Giải thưởng văn học đã được nhận:
- Giải thưởng Truyện ngắn và Thơ "TPTX" - Báo Tiền Phong, 1991-1993. Tác phẩm: " Con Chó Hư" " Lá Rụng"
- Giải thưởng Thơ "Thanh Xuân", 1992. Tác phẩm: Mùa Gặt"
- Giải thưởng Thơ Hay - Báo Văn Nghệ Thành phố Hồ Chí Minh, 1993.Tác phẩm:" Những Ngón Tay Của Tôi "
- Giải thưởng Truyện Ngắn và Thơ " Hoa Học Trò" 1994. Tác phẩm: " Một Cánh Chuồn Chuồn", " Bốn con chào mào"
- Giải thưởng Thơ Tuổi Hoa (Hội nhà văn VN và Tạp chí Tuổi Xanh)1994. Tác phẩm:" Cái Roi Tre"
- Giải thưởng Thơ Cho Thiếu Nhi - Nhà xuất bản Thanh Niên, 1997. Tác phẩm: Thấy Một Mùa Quen Quen"- Tập Thơ
- Giải thưởng Truyện ngắn - Báo Văn Nghệ Trẻ, 1997. Tác phẩm: Sự ra đời của Buổi Tối"

+ Hội viên Hội nhà văn Việt Nam (từ năm 2006).

### Kiến trúc
+ Công trình:
- Thiết kế phục dựng Cổng Quảng Đức - Kinh Thành Huế (1996-1997)
- Chủ trì Thiết kế một số hạng mục của Nhà máy Kính nổi đầu tiên ở Việt nam (Viglacera) (2001)
- Chủ trì Thiết kế giảng đường B1 Đại học Bách Khoa Đà Nẵng (1999)
- Thiết kế Toà Nhà Trung tâm Thương mại và Khách sạn BMC 15 tầng ở Hà Tĩnh (2002-2005)
- Thiết kế quy hoạch Quảng trường trung tâm Thành phố Thái Bình (2006)
- Thiết kế Chùa Viễn Sơn (Sơn Tây) (2009)

+ Hội viên Hội Kiến Trúc Sư Việt Nam.
+ Thành tích được công nhận:
- Giải nhất "Giải thưởng sáng tạo kỹ thuật Việt Nam VIFOTEC 1994" về đề tài "Kiến trúc cổ Việt Nam", Giải nhất nghiên cứu khoa học Bộ Giáo dục và Đào tạo 1994, Huy chương tuổi trẻ Sáng tạo 1994, được chọn là một trong 10 gương mặt trẻ xuất sắc của Việt Nam năm 2005.

## Danh sách đĩa nhạc

### Album phòng thu
- Giọt sương bay lên (2007) - với Ngọc Khuê
- Ngồi trên vách nắng (2008) - với Anh Thơ, Trọng Tấn, Tuấn Anh và Tùng Dương
- Cuốn phim (2025)

### Album biên tập
- Bà tôi - với Ngọc Khuê

### Album phòng thu tham gia
- Ban mai xanh (2006) - với Khánh Linh
- Sau cơn mưa (2007) - với Khánh Linh
- Giáng Son (2007) - với Giáng Son
- 365.hanoi.nk (2008) - với Ngọc Khuê
- Nơi bình yên (2009) - với Thanh Lam
- Giọt thời gian (2010) - với Tân Nhàn
- Romance (2010) - với Quỳnh Hoa
- Sông ơi đừng chảy! (2010) - với Khánh Phương
- Hà Nội 36 phố (2010) - với M6
- Hát ru @ (2011) - với Dương Hoàng Yến
- Những đường bay (2012) - với M6
- Cánh diều lạc phố (2013) - với Nguyễn Đình Thanh Tâm
- Bóng tối Jazz (2015) - với Giáng Son, Tùng Dương và Trần Thu Hà
- Đêm nhiệt đới (2016) - với M6
- Phố à, phố ơi... (2017) - với Hồng Nhung

### Bài hát
- A nhờ anh (Thanh Lam)
- Bà tôi (Ngọc Khuê)
- Bóng anh hùng
- Bóng tối Jazz (nhạc: Giáng Son) (Hà Trần)
- Cảm giác yêu
- Chim bông lau tìm bóng
- Chồn hoang
- Chút nắng vàng bay (nhạc: Giáng Son)
- Cái roi tre
- Cô gái thôn xinh
- Cụ tôi
- Đà Lạt, sớm nào cũng là mùa xuân
- Đêm khuya đêm khuya
- Giấc mơ dai dẳng
- Giấc mơ trưa (nhạc: Giáng Son)
- Giọt sương bay lên
- Hà Nội
- Hà Nội café
- Hát ru @
- Hoa nắng
- Lên chùa
- Lời hát vòng nước xoáy
- Lời ru @
- Mẹ tôi và những thị xã vắng
- Ngập ngừng (nhạc: Nguyễn Cường)
- Ông tôi
- Ơi, con chim chào mào
- Ru chàng cua
- Sông ơi đừng chảy
- Trai làng tôi
- Trường ca sông Hồng
- Phố thị
- Tháng một
- Thư Hà Nội
- Tỉnh lẻ
- Tu hú kêu lạc mùa

## Giải thưởng
- Giải "Ca khúc của tháng" do Hội đồng thẩm định và khán giả Chương trình Bài hát Việt số 4, tháng 7-2005, bình chọn với ca khúc "Bà tôi" qua sự thể hiện của ca sĩ Ngọc Khuê[5];
- Giải nhất dòng nhạc "Dân gian đương đại" năm 2005 của chương trình "Bài Hát Việt – 2005" với ca khúc "Giọt sương bay lên";
- Giải "Bài Hát Ấn Tượng", chương trình "Bài Hát Việt", tháng 10-2007 với ca khúc "Ông tôi".
- Top 15 (Vòng chung kết) Bài Hát Việt 2009 với ca khúc: " Phố Thị "
- Giải Sáng tạo dành cho bài hát "Mẹ tôi và những thị xã vắng", chương trình "Bài hát Việt 2011"[6]